# Alessandro di Mensdorff
Conte Alessandro Costantino Alberto di Mensdorff-Pouilly, principe Dietrichstein di Nikolsburg (Coburgo, 4 agosto 1813 – Praga, 14 febbraio 1871), è stato un nobile, generale e politico austriaco.

## Biografia

### Infanzia
Alessandro proveniva da una nobile famiglia della Lorena, elevata nel 1818 al rango comitale austriaco, che dovette accettare il cognome di Pouilly (derivato dai propri possedimenti sul Saône) negli anni della rivoluzione francese, assumendo poi il cognome di Mensdorff dopo essere tornati in Austria.
Alessandro di Mensdorff-Pouilly era figlio del generale conte Emanuele di Mensdorff-Pouilly e della principessa Sofia di Sassonia-Coburgo-Saalfeld, figlia del duca Francesco Federico di Sassonia-Coburgo-Saalfeld. Per parte di madre, era cugino della regina Vittoria d'Inghilterra e di re Leopoldo II del Belgio.

### Matrimonio
Nella vita privata sposò la contessa Alessandrina di Dietrichstein (29 febbraio 1824), erede del principe Giuseppe Francesco di Dietrichstein e con diploma imperiale del 20 marzo 1869 ottenne il titolo di Principe di Dietrichstein di Nikolsburg.

### Carriera militare
Nel 1829 entrò a far parte dell'esercito austriaco, divenendo primo cavallerizzo nel 1836, Maggiore nel 1844, combatté tra il 1848 ed il 1849 in Italia ed Ungheria, divenendo colonnello nel 1849 e maggior generale nel 1850.
Agli inizi del 1851 divenne commissario austriaco nello Schleswig-Holstein e nel 1852 divenne inviato imperiale a San Pietroburgo. Già nel 1853 visse gran parte del proprio tempo in Gran Bretagna, per poi tornare in patria e ottenere una brigata del 7º Corpo d'armata con il suo nome, venendo nominato nel 1858 Feldmaresciallo Luogotenente.
Nonostante l'alto incarico, la carriera militare di Mensdorff non fu particolarmente brillante. La sua partecipazione alla Battaglia di Magenta fu del tutto marginale, restando asserragliato in difesa nella vicina frazione di Cerello di Corbetta con la propria divisione di cavalleria della riserva. Anche nella grande battaglia di Solferino e San Martino, mancò il confronto diretto, rendendosi responsabile della lentezza di movimento che fece fallire la coraggiosa azione del 10º Reggimento Ussari, guidati dal colonnello Edelsheim.

### Ultimi anni e morte
Durante la ribellione polacca (1863) fu governatore generale del Regno di Galizia e Lodomiria. Il 27 ottobre 1864 venne nominato ministro degli esteri dell'Impero Austriaco. Egli venne ricordato come obbediente e leale servitore del suo imperatore e prese parte diligentemente a tutte le trasformazioni della politica austriaca sino alla guerra con la Prussia del 1866.
Nel novembre di quell'anno infatti lasciò i propri incarichi amministrativi e nel 1870 venne nominato comandante generale di Zagabria, passando poi a Praga dove morì l'anno successivo, il 14 febbraio 1871.

## Discendenza
Alessandro e la contessa Alessandrina di Dietrichstein ebbero:
- Maria Gabriella Giuseppina Sofia Francesca (1858-1889), sposò il conte Hugo Lipot Artur Gustav Köröspataki von Kálnoky;
- Ugo Alfonso Edoardo Emanuele Giuseppe Giovanni Venceslao (1858-1920), sposò la contessa Ol'ga Aleksandrovna Dolgorukova;
- Alberto Vittorio Giulio Giuseppe Michele (1861-1945);
- Clotilde Guglielmina Giuseppa Gabriella Maria Innocenza (1867-1942), sposò il conte Albert György Gyula Mária Nagyapponyi von Apponyi.

## Ascendenza
|                                                 |                                               |                                               | Genitori                                    |  |  | Nonni |  |  | Bisnonni                |  |  | Trisnonni         |  |
|                                                 |                                               |                                               |                                             |  |  |       |  |  | Louis Joseph de Pouilly |  |  | Albert de Pouilly |  |
|                                                 |                                               |                                               |                                             |  |  |       |  |  | Louis Joseph de Pouilly |  |  | Albert de Pouilly |  |
|                                                 |                                               | Marguerite de Chamizol                        |                                             |  |  |       |  |  | Louis Joseph de Pouilly |  |  |                   |  |
| Albert Louis de Pouilly                         |                                               |                                               |                                             |  |  |       |  |  | Louis Joseph de Pouilly |  |  |                   |  |
|                                                 |                                               | Luce Louise de Hézecques                      | Jean de de Hézecques                        |  |  |       |  |  |                         |  |  |                   |  |
|                                                 |                                               | Luce Louise de Hézecques                      | Jean de de Hézecques                        |  |  |       |  |  |                         |  |  |                   |  |
|                                                 |                                               | Luce Louise de Hézecques                      | Marie-Thérèse Lambin d'Anglemont            |  |  |       |  |  |                         |  |  |                   |  |
| Emanuele di Mensdorff-Pouilly                   |                                               | Luce Louise de Hézecques                      |                                             |  |  |       |  |  |                         |  |  |                   |  |
|                                                 |                                               | Philippe François Joseph de Custine           | Antoine Philippe de Custine                 |  |  |       |  |  |                         |  |  |                   |  |
|                                                 |                                               | Philippe François Joseph de Custine           | Antoine Philippe de Custine                 |  |  |       |  |  |                         |  |  |                   |  |
|                                                 |                                               | Philippe François Joseph de Custine           | Marie Joséphine Tresca                      |  |  |       |  |  |                         |  |  |                   |  |
| Antoinette Philippine de Custine                |                                               | Philippe François Joseph de Custine           |                                             |  |  |       |  |  |                         |  |  |                   |  |
|                                                 |                                               | Anne Marguerite de Maguin                     | François de Maguin                          |  |  |       |  |  |                         |  |  |                   |  |
|                                                 |                                               | Anne Marguerite de Maguin                     | François de Maguin                          |  |  |       |  |  |                         |  |  |                   |  |
|                                                 |                                               | Anne Marguerite de Maguin                     | Marguerite de Volter                        |  |  |       |  |  |                         |  |  |                   |  |
| Alessandro di Mensdorff                         |                                               | Anne Marguerite de Maguin                     |                                             |  |  |       |  |  |                         |  |  |                   |  |
|                                                 | Ernesto Federico di Sassonia-Coburgo-Saalfeld | Francesco Giosea di Sassonia-Coburgo-Saalfeld |                                             |  |  |       |  |  |                         |  |  |                   |  |
|                                                 | Ernesto Federico di Sassonia-Coburgo-Saalfeld | Francesco Giosea di Sassonia-Coburgo-Saalfeld |                                             |  |  |       |  |  |                         |  |  |                   |  |
|                                                 | Ernesto Federico di Sassonia-Coburgo-Saalfeld | Anna Sofia di Schwarzburg-Rudolstadt          |                                             |  |  |       |  |  |                         |  |  |                   |  |
| Francesco Federico di Sassonia-Coburgo-Saalfeld | Ernesto Federico di Sassonia-Coburgo-Saalfeld |                                               |                                             |  |  |       |  |  |                         |  |  |                   |  |
|                                                 |                                               | Sofia Antonia di Brunswick-Wolfenbüttel       | Ferdinando Alberto II di Brunswick-Lüneburg |  |  |       |  |  |                         |  |  |                   |  |
|                                                 |                                               | Sofia Antonia di Brunswick-Wolfenbüttel       | Ferdinando Alberto II di Brunswick-Lüneburg |  |  |       |  |  |                         |  |  |                   |  |
|                                                 |                                               | Sofia Antonia di Brunswick-Wolfenbüttel       | Antonietta Amalia di Brunswick-Wolfenbüttel |  |  |       |  |  |                         |  |  |                   |  |
| Sofia di Sassonia-Coburgo-Saalfeld              |                                               | Sofia Antonia di Brunswick-Wolfenbüttel       |                                             |  |  |       |  |  |                         |  |  |                   |  |
|                                                 |                                               | Enrico XXIV di Reuss-Ebersdorf                | Enrico XXIII di Reuss-Ebersdorf             |  |  |       |  |  |                         |  |  |                   |  |
|                                                 |                                               | Enrico XXIV di Reuss-Ebersdorf                | Enrico XXIII di Reuss-Ebersdorf             |  |  |       |  |  |                         |  |  |                   |  |
|                                                 |                                               | Enrico XXIV di Reuss-Ebersdorf                | Sofia Teodora di Castell-Remlingen          |  |  |       |  |  |                         |  |  |                   |  |
| Augusta di Reuss-Ebersdorf                      |                                               | Enrico XXIV di Reuss-Ebersdorf                |                                             |  |  |       |  |  |                         |  |  |                   |  |
|                                                 |                                               | Carolina Ernestina di Erbach-Schönberg        | Giorgio Augusto di Erbach-Schönberg         |  |  |       |  |  |                         |  |  |                   |  |
|                                                 |                                               | Carolina Ernestina di Erbach-Schönberg        | Giorgio Augusto di Erbach-Schönberg         |  |  |       |  |  |                         |  |  |                   |  |
|                                                 |                                               | Carolina Ernestina di Erbach-Schönberg        | Ferdinanda Enrichetta di Stolberg-Gedern    |  |  |       |  |  |                         |  |  |                   |  |
|                                                 |                                               | Carolina Ernestina di Erbach-Schönberg        |                                             |  |  |       |  |  |                         |  |  |                   |  |